# بدون نام
بدون نام (انگلیسی: Sin Nombre) یک فیلم درام، ماجراجویی و جنایی به کارگردانی کری فوکوناگا که در سال ۲۰۰۹ منتشر شد. از بازیگران آن می‌توان به کریستین فرر و پاولینا گایتان اشاره کرد.
این فیلم برنده جوایز کارگردانی و فیلمبرداری در جشنواره فیلم ساندنس ۲۰۰۹ شد.

## خلاصه فیلم
"سایرا" نوجوانی اهل هندوراس به دیدن پدر خود می‌رود و فرصتی بدست می‌آورد تا به رویای خود مبنی بر زندگی در آمریکا برسد.در اولین مرحله آن‌ها به مکزیک سفر می‌کنند اما اتفاقات غیر منتظره‌ای برای آنها به وقوع می‌پیوندد...

## بازخوردها
- این فیلم در وب سایت نقد و بررسی راتن تومیتوز دارای امتیاز ۸۸ درصدی است.[۳]
- در متاکریتیک، این فیلم بر اساس نقدهای ۲۲ منتقد، ۷۷ درصد امتیاز دارد که نشان‌دهنده «بررسی‌های عموماً مطلوب» است.[۴]